# Ленінський проспект (Донецьк)

Ленінський проспект на карті Донецька

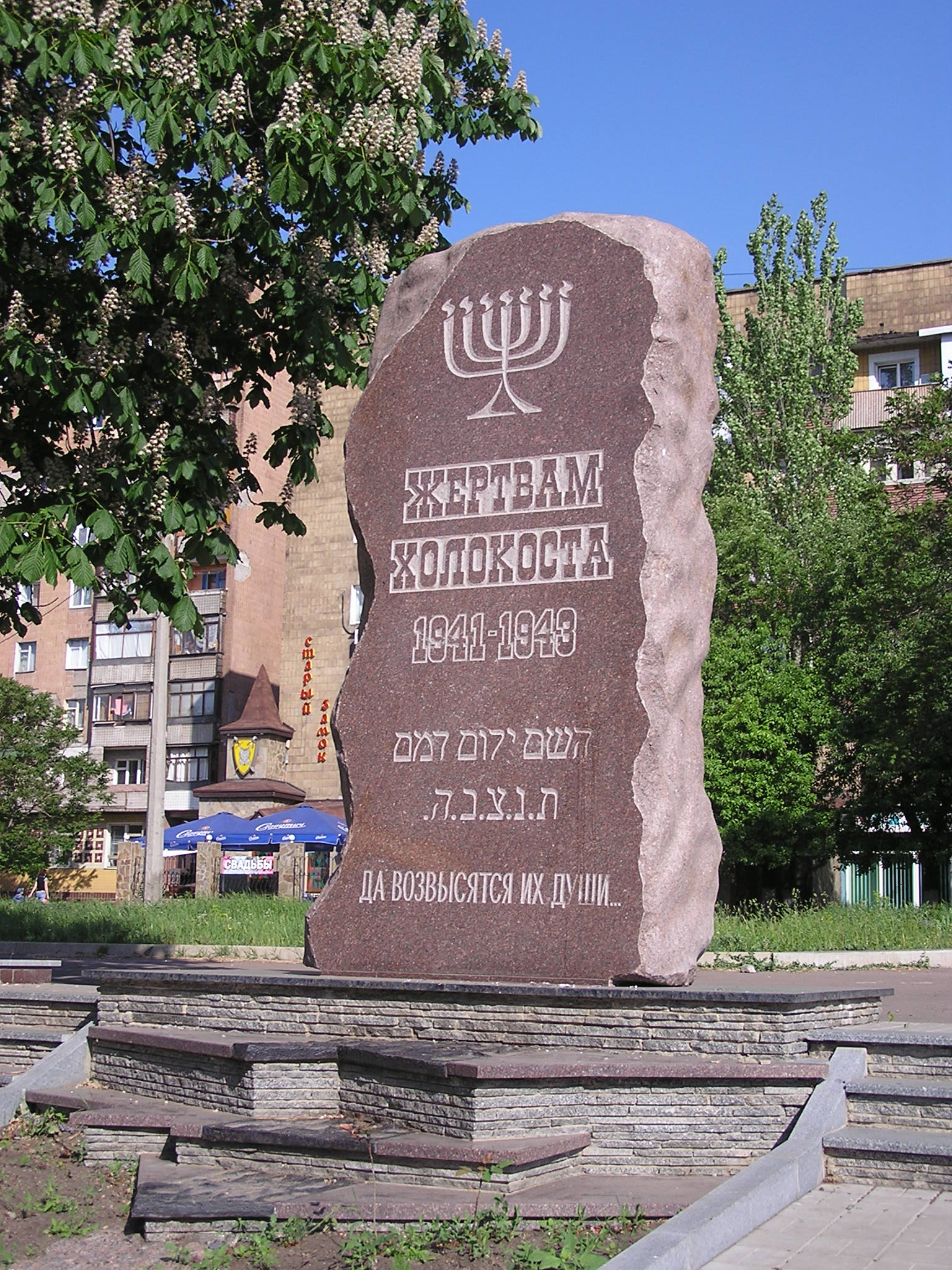
Пам'ятник жертвам Голокосту

Ленінський проспект — проспект в Ленінському районі Донецька. Один із двох проспектів міста, названий на честь Леніна.
Починається від площі Комунарів до південної межі міста. Ленінський проспект розділяє два райони Донецька — Ленінський і Кировский. Кіровский район знаходиться на захід від проспекту, а Ленінський район на схід від проспекту.
До проспекту примикають наступні мікрорайони: «Південні схили», «Сонячний», «Зоряний», «Мирний», «Голубий», «Широкий».

## На проспекті розташовуються
- Цирк «Космос»
- Пам'ятник жертвам Голокосту
- Пам'ятник жертвам фашизму
- Супермаркет «Обжора»
- 33 школа
- магазин «Вірменія»
- 45 школа
- ОЦКЛ
- Храм Олександра Невського
- Хореографічна школа № 1
- Маріупольська розвилка
- Завод Київ-Конті
- Завод Nord
- супермаркет «Metro»

## Перетинання з іншими вулицями
Починаючи від площі Комунарів і закінчуючи виїздом з міста, до Ленінського проспекту примикають, а також перетинають його наступні вулиці:
- вулиця Стадіонна
- вулиця Івана Ткаченко
- вулиця Куйбишева
- вулиця Професорів Богославських
- вулиця Рослого
- вулиця Луговцева
- вулиця Олимпієва
- Вулиця Злодійського
- вулиця Нарпитовська
- вулиця Бардіна
- вулиця Кірова
- вулиця Арктична
- вулиця Савельєва
- вулиця Магістральна
- вулиця Камчатська
- вулиця Суханова
- вулиця Тютчева
- вулиця Казанової
- вулиця Передова
- вулиця Дніпродзержинська
- вулиця Адонисова
- вулиця Купріна
- вулиця Одеська
- вулиця Шутова

## Транспорт
Вулиця починається з Південного автовокзалу.
На Ленінському проспекті розташовані наступні зупинки міського транспорту Донецька:
- «Цирк»
- «Обжора»
- «вулиця Куйбишева»
- «ОЦКЛ»
- «Південні схили» — мікроавтобуси: 25, 41, 42, 86; автобуси: 41, 42, 77.
- «Маріупольська розвилка» — мікроавтобуси: 25, 35-A, 35-Б, 73, 73-А, 73-Б, 41, 42, 86; автобуси: 35, 41, 42, 73-А, 77.
- «NORD» — мікроавтобуси: 25, 35-A, 35-Б, 73, 73-А, 73-Б; автобуси: 35, 73-А, 77.
- «Мирний», «Сонячний», «Зоряний» — мікроавтобуси: 25, 35, 35-Б, 57, 73, 73-А, 73-Б, 87; автобуси: 35, 73-А, 77; тролейбуси: 17, 20, 21.
- «Молокозавод» — мікроавтобуси: 25, 35-A, 35-Б, 57, 73, 73-А, 73-Б, 87; автобуси: 35, 73-А; тролейбуси: 21.
- «Голубий» — мікроавтобуси: 25, 35-A, 35-Б, 57, 73, 73-А, 73-Б, 87; автобуси: 35, 37, 73-А; тролейбуси: 21.
- «Metro» — мікроавтобуси: 35-A, 35-Б, 57, 73, 73-А, 73-Б, 87, 25, 37; автобуси: 35, 37, 73-А; тролейбуси: 21.